# Tegner (efternamn)
Tegner är ett ursprungligen danskt efternamn som även återfinns i Sverige. 88 personer med namnet Tegner var bosatta i Sverige i maj 2018. I Danmark heter 115 personer Tegner.